# 真吻布瓊麗魚
真吻布瓊麗魚，為輻鰭魚綱鱸形目隆頭魚亞目慈鯛科的其中一種，分布於南美洲亞馬遜河支流的Madre de Dios流域，體長可達8.9公分，棲息在森林覆蓋的深色溪流，生活習性不明。

## 擴展閱讀
維基物種上的相關：真吻布瓊麗魚